# Eric Fellner
Eric Fellner (ur. 10 października 1959) – angielski producent filmowy.

## Życiorys
W latach 1972–1977 uczył się w szkole Cranleigh School w Surrey. Następnie uczył się w Londyńskie Szkole Muzycznej i Dramatycznej. Od lat związany z brytyjską modelką Laurą Bailey, z którą ma dwoje dzieci.
W 2005 został Komandorem Orderu Imperium Brytyjskiego (CBE), odznaczenie to otrzymał za zasługi dla brytyjskiego przemysłu filmowego.

### Kariera producenta
W 1983 roku wraz z Timem Bevanem i Sarą Radclyffe założył wytwórnię filmową Working Title Films. W ciągu następnych lat był producentem lub współuczestniczył przy tworzeniu ponad 60 filmów w tym m.in. Cztery wesela i pogrzeb, Przed egzekucją, Fargo, Notting Hill i Lot 93.
W 1999 roku Working Title Films został kupiony przez Universal Studios za ponad 600 milionów dolarów. Obecnie wytwórnia Universal posiada 67% udziałów w firmie i jest głównym źródłem finansowania produkowanych Working Title, filmów.
Po 1999 do ważnych filmów, których producentem był Eric zalicza się m.in. Elizabeth: Złoty wiek oraz Pokutę.
Za film Frost/Nixon, otrzymał nominację do tegorocznej nagrody Oscara.